# 초조본 십주비바사론 권17
초조본 십주비바사론 권17(初雕本 十住毗婆沙論 卷十七)은 인천광역시 연수구 가천박물관에 있는 고려시대의 목판본 불경이다. 1994년 7월 29일 대한민국의 보물 제1206호로 지정되었다.

## 개요
십주비파사론은 보살이 수행하는데 있어 계율을 지키는 방법과 보살의 마음가짐에 대해 설명하고 있는 책으로 화엄경에 포함되어 있다.
이 책은 고려 현종 때(재위 1011∼1031) 부처님의 힘으로 거란의 침입을 극복하고자 만든 초조대장경 가운데 하나로, 후진(後秦)의 구마라습(鳩摩羅什)이 번역한 십주비파사론 17권 가운데 마지막권이다. 닥종이에 찍은 목판본으로 종이를 길게 이어붙여 두루마리처럼 말아서 보관할 수 있도록 되어 있으며, 세로 30㎝ 가로 47.3㎝의 종이를 28장 이어 붙인 것이다. 
초조대장경은 이후에 만들어진 해인사대장경(재조대장경 또는 고려대장경)과 비교해 볼 때 몇 가지 차이점이 있다. 목판의 새김이 정교한 반면에 해인사대장경과 행마다의 글자수가 다르고 간행연도를 적은 기록은 없으며, 군데군데 피휘(避諱:문장에 선왕의 이름자가 나타나는 경우 공경과 삼가의 뜻으로 글자의 한 획을 생략하거나 뜻이 통하는 다른 글자로 대치하는 것)와 약자(略字)가 나타난다. 또 초조대장경은 책의 장수를 표시하는데 있어서 대체로 ‘장(丈)’자나 ‘폭(幅)’자를 쓰는 데 비해 해인사대장경은 ‘장(張)’자로 통일되어 있다.
이 책도 장수를 표시하는데 있어 ‘장(丈)’자를 쓰고 있고 책 끝에 간행기록이 없으며, ‘경(敬)’자의 마지막 한 획이 생략되고 있는 것으로 보아 초조대장경 판본임을 알 수 있다. 인쇄상태와 종이질 등을 고려해 볼 때 11세기에 찍어낸 것으로 추정된다.

## 참고 자료
- 초조본 십주비바사론 권17 - 국가유산청 국가유산포털